# Liernais
Liernais és un municipi francès, situat al departament de la Costa d'Or i a la regió de Borgonya - Franc Comtat. L'any 2007 tenia 539 habitants.

## Demografia

### Població
El 2007 la població de fet de Liernais era de 539 persones. Hi havia 236 famílies, de les quals 85 eren unipersonals (39 homes vivint sols i 46 dones vivint soles), 62 parelles sense fills, 74 parelles amb fills i 15 famílies monoparentals amb fills.
La població ha evolucionat segons el següent gràfic:
Habitants censats

### Habitatges
El 2007 hi havia 344 habitatges, 244 eren l'habitatge principal de la família, 63 eren segones residències i 37 estaven desocupats. 302 eren cases i 39 eren apartaments. Dels 244 habitatges principals, 180 estaven ocupats pels seus propietaris, 55 estaven llogats i ocupats pels llogaters i 9 estaven cedits a títol gratuït; 4 tenien una cambra, 19 en tenien dues, 39 en tenien tres, 63 en tenien quatre i 119 en tenien cinc o més. 177 habitatges disposaven pel capbaix d'una plaça de pàrquing. A 121 habitatges hi havia un automòbil i a 81 n'hi havia dos o més.

### Piràmide de població
La piràmide de població per edats i sexe el 2009 era:
| Homes | Edats   | Dones |
| ----- | ------- | ----- |
| 0     | 95 o +  | 0     |
| 0     | 90 a 94 | 4     |
| 0     | 85 a 89 | 8     |
| 4     | 80 a 84 | 0     |
| 12    | 75 a 79 | 32    |
| 8     | 70 a 74 | 16    |
| 28    | 65 a 69 | 24    |
| 24    | 60 a 64 | 28    |
| 20    | 55 a 59 | 12    |
| 24    | 50 a 54 | 28    |
| 24    | 45 a 49 | 16    |
| 8     | 40 a 44 | 12    |
| 20    | 35 a 39 | 8     |
| 24    | 30 a 34 | 24    |
| 20    | 25 a 29 | 8     |
| 16    | 20 a 24 | 20    |
| 16    | 15 a 19 | 8     |
| 24    | 10 a 14 | 24    |
| 4     | 5 a 9   | 16    |
| 8     | 0 a 4   | 20    |

## Economia
El 2007 la població en edat de treballar era de 313 persones, 216 eren actives i 97 eren inactives. De les 216 persones actives 192 estaven ocupades (112 homes i 80 dones) i 24 estaven aturades (11 homes i 13 dones). De les 97 persones inactives 37 estaven jubilades, 33 estaven estudiant i 27 estaven classificades com a «altres inactius».

### Ingressos
El 2009 a Liernais hi havia 257 unitats fiscals que integraven 550 persones, la mediana anual d'ingressos fiscals per persona era de 15.332 €.

### Activitats econòmiques
Dels 29 establiments que hi havia el 2007, 1 era d'una empresa alimentària, 1 d'una empresa de fabricació d'altres productes industrials, 1 d'una empresa de construcció, 8 d'empreses de comerç i reparació d'automòbils, 3 d'empreses de transport, 3 d'empreses d'hostatgeria i restauració, 1 d'una empresa financera, 2 d'empreses immobiliàries, 5 d'empreses de serveis, 2 d'entitats de l'administració pública i 2 d'empreses classificades com a «altres activitats de serveis».
Dels 11 establiments de servei als particulars que hi havia el 2009, 1 era una oficina d'administració d'Hisenda pública, 1 gendarmeria, 1 oficina de correu, 1 una oficina bancària, 1 taller de reparació d'automòbils i de material agrícola, 1 lampisteria, 1 perruqueria, 3 restaurants i 1 tintoreria.
Dels 2 establiments comercials que hi havia el 2009, 1 era una botiga de menys de 120 m² i 1 una fleca.
L'any 2000 a Liernais hi havia 28 explotacions agrícoles que ocupaven un total de 2.052 hectàrees.

## Equipaments sanitaris i escolars
L'únic equipament sanitari que hi havia el 2009 era una farmàcia.
El 2009 hi havia 1 escola maternal i 1 escola elemental. Liernais disposava d'un col·legi d'educació secundària amb 88 alumnes.

## Poblacions més properes

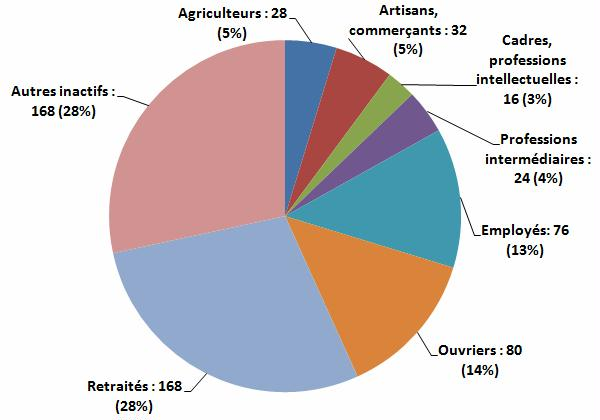
Distribució de categories socio-professionals a Liernais

El següent diagrama mostra les poblacions més properes.